# Агберк
Агберк (арм. Աղբերք) — село в Гехаркуникской области Армении.

## География
Село расположено в северной части марза, к северу от озера Севан и автодороги , на расстоянии 68 километров к северо-востоку от города Гавар, административного центра области. Абсолютная высота — 2150 метров над уровнем моря.
Климат
Климат характеризуется как умеренно холодный, влажный (Dfb в классификации климатов Кёппена). Среднегодовая температура воздуха составляет 4,2 °C. Средняя температура самого холодного месяца (января) составляет −6,2 °С, самого жаркого месяца (августа) — 14,6 °С. Расчётная многолетняя норма атмосферных осадков — 570 мм. Наибольшее количество осадков выпадает в мае (96 мм).

## Население
По данным «Сборника сведений о Кавказе» за 1880 год в селе Агбулаг Новобаязетского уезда по сведениям 1873 года был 51 двор и проживало 422 азербайджанца (указаны как «татары»), которые были шиитами.
По данным Кавказского календаря на 1912 год, в селе Агбулаг Новобаязетского уезда проживало 972 человека, в основном азербайджанцев, указанных как «татары».
| Год переписи | Население          | Население          | Население          | Население            | Население            | Население            |
| Год переписи | Наличное население | Наличное население | Наличное население | Постоянное население | Постоянное население | Постоянное население |
| Год переписи | Всего              | Мужчины            | Женщины            | Всего                | Мужчины              | Женщины              |
| ------------ | ------------------ | ------------------ | ------------------ | -------------------- | -------------------- | -------------------- |
| 2001         | 289                | 134                | 155                | 298                  | 140                  | 158                  |
| 2011         | 274                | 135                | 139                | 278                  | 139                  | 139                  |

| Год  | Численность | Численность |
| ---- | ----------- | ----------- |
| 1897 | 806         | [ 11 ]      |
| 1926 | 1229        | [ 11 ]      |
| 1939 | 1504        | [ 11 ]      |
| 1959 | 1141        | [ 11 ]      |
| 1970 | 1563        | [ 11 ]      |
| 1989 | 688         | [ 11 ]      |
| 2001 | 298         | [ 11 ]      |
| 2011 | 278         | [ 12 ]      |